# Volzjskaja
Volzjskaja (Russisch: Волжская uitspraakⓘ) is een station aan de Ljoeblinsko-Dmitrovskaja-lijn van de Moskouse metro.  Het station werd geopend op 28 december 1995 en is genoemd naar de Volzjski Boelvar die vanaf het station naar het noorden loopt. 

## Ontwerp en inrichting
Het station is een van de twee kuipstations in Moskou. Het geheel ligt in een 8 meter diepe kuip met wanden van gewapend beton. De bouw van het station vond plaats met de, zelden in Moskou toegepaste, wanden-dakmethode. Het dak bestaat uit geprefabriceerde betonnen liggers die ook voor de bouw van viaducten worden gebruikt. Na het plaatsen van de liggers op de wanden van de kuip werd het dak waterdicht gemaakt, waarna de grond boven het station weer werd opgevuld tot maaiveld niveau. Tegelijkertijd werd ondergronds het station verder opgebouwd en de bodemplaat waterdicht gemaakt. In vergelijking met de geschatte bouwtijd voor een metrostation werd 25% tijd bespaard en door de kuipconstructie werd ook metaal voor de dragende onderdelen bespaard. De verdeelhallen op de kopse kanten liggen boven de sporen binnen de kuip zelf. De verdeelhallen en de perronruimte zijn uitgevoerd in dezelfde stijl. De tunnelwanden zijn bekleed met wit en rood geëmailleerd aluminium boven perronhoogte en daaronder met zwart marmer. In de lengterichting zijn bankjes op het perron geplaatst, terwijl de verlichting verzorgd wordt door lantaarnpalen midden op het perron. Door deze aanlichting het het stations een van de donkerste van de Moskouse metro. De westelijke toegang ligt bij het Sjkoelovapark, de oostelijke ligt aan de Krasnodonskajastraat aan de kant van ziekenhuis 68.  

## Reizigersverkeer
In het begin van de jaren tachtig van de twintigste eeuw werd de lijn ontworpen met Ljoeblino als eindpunt waar een aansluiting zou komen op de Grote Ringlijn. De lijn werd in 1995 geopend onder de naam Ljoeblinskaja-lijn, het duurde echter nog een jaar voordat Ljoeblino werd bereikt. Omdat er dringend behoefte bestond aan de nieuwe lijn werd ten westen van het perron een kruiswissel gelegd zodat Volzjskaja als eindpunt gebruikt kon worden. Gedurende het eerste jaar kwamen de metro's afwisselend aan op de twee sporen om daarna weer terug te rijden naar het centrum. Beide sporen kregen daarom ook een aftelklok boven de tunnelmond. Hoewel al sinds 1996 niet meer regulier gekeerd werd op het station is pas in 2011 de aftelklok boven het zuidelijke spoor verwijderd. De kruiswissel is eveneens vervangen door overloopwissels waardoor het mogelijk is gebleven om op het zuidelijke spoor te keren, uit de richting centrum binnenrijden op het noordelijke spoor is echter niet meer mogelijk. In 2002 werden 22.200 reizigers per dag geteld. Reizigers kunnen op even dagen vanaf 5:42 uur de metro richting centrum nemen, op oneven dagen is dit een minuut later. In zuidelijke richting vertrekt de eerste metro in het weekeinde om 5:56 uur. Op even dagen door de week is dit 5:52 uur en op oneven dagen  5:55 uur.   

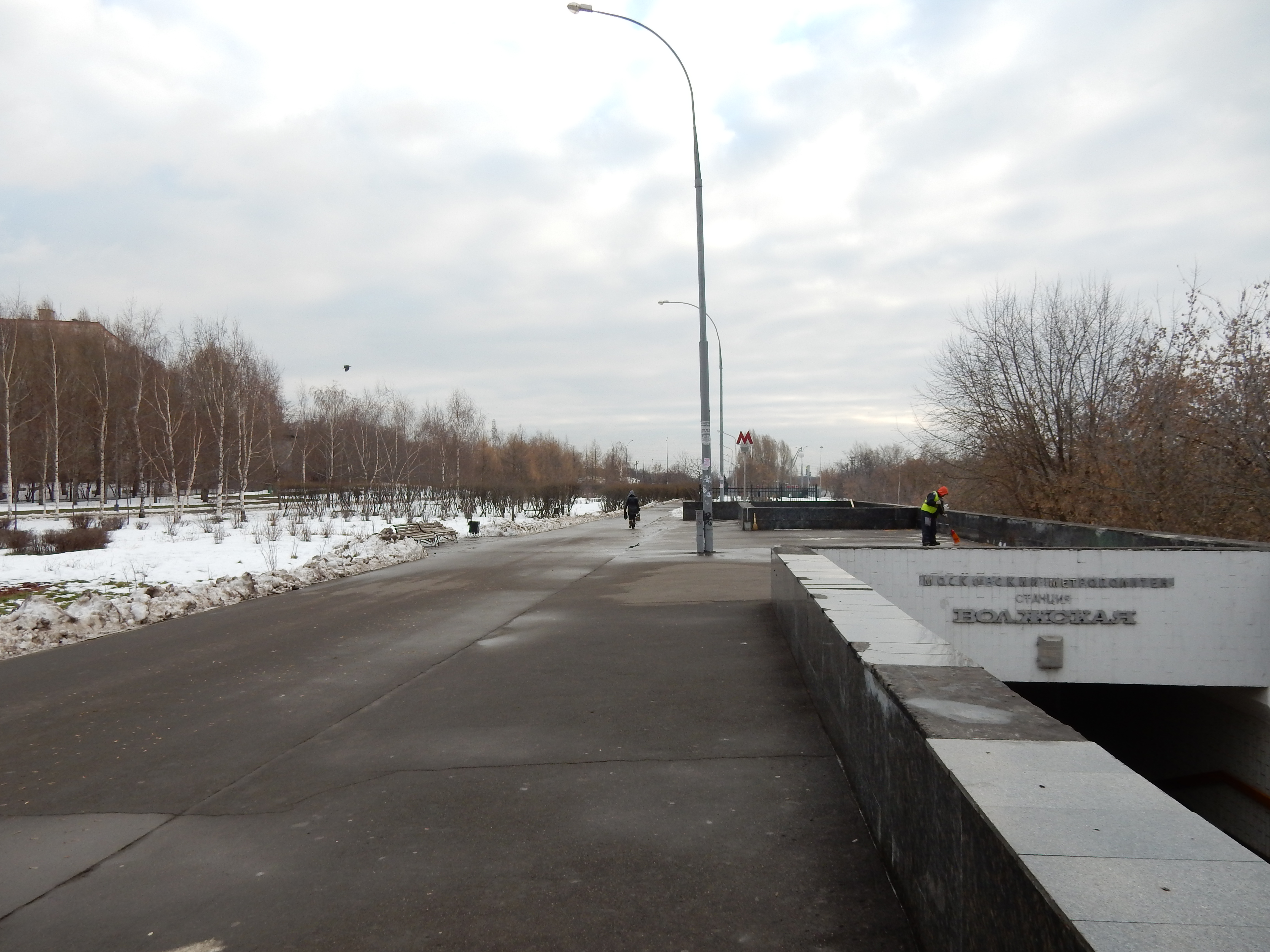
De westelijke ingang bij het park
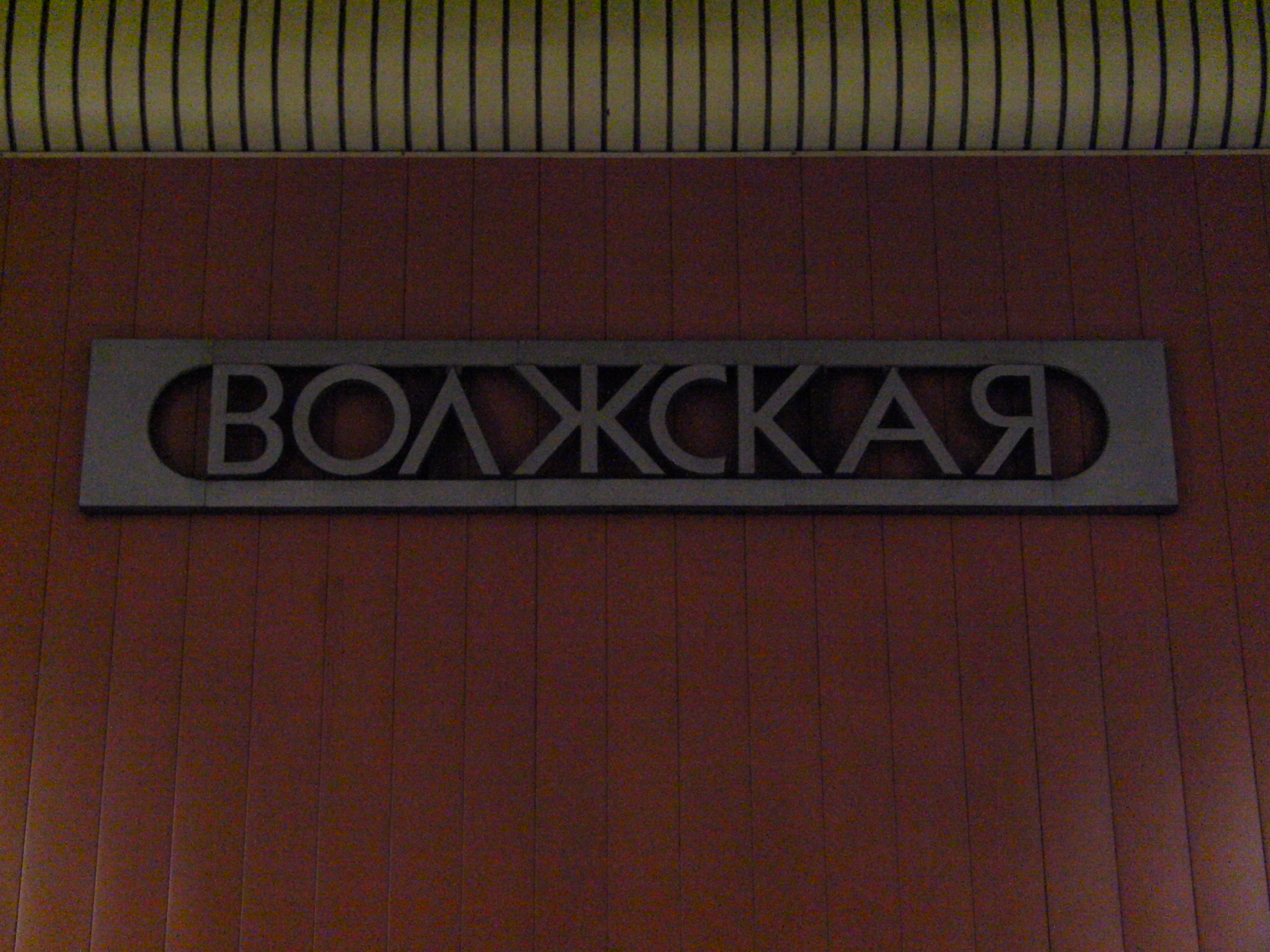
De naam op de tunnelwand
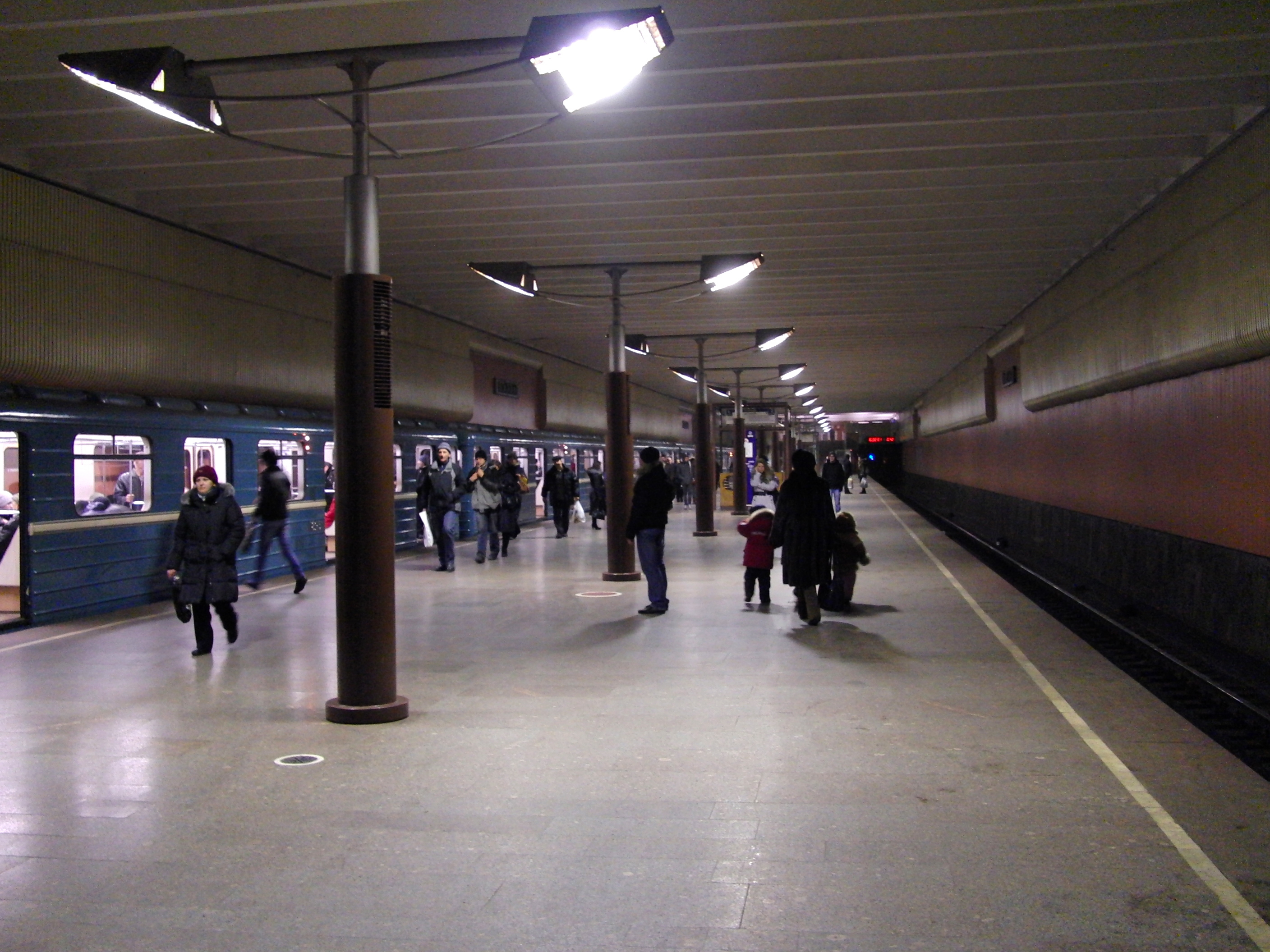
Metro langs het perron